# Cratere Lacchini
Lacchini è un cratere della faccia nascosta della Luna intitolato all'astronomo italiano Giovanni Battista Lacchini. È situato nell'emisfero settentrionale appena al di là del limite settentrionale della parte visibile della Luna. Tale parte della superficie lunare può in alcuni casi essere visibile in situazioni favorevoli di librazione e illuminazione anche se in questi casi il cratere Lacchini può essere osservato solo dal bordo. Ad est, ad una distanza inferiore ad un diametro, vi è il cratere Bragg, a nord il cratere Stefan e, più lontano, vi sono a sudest il cratere Lorentz ad ovest il cratere Landau. Il bordo esterno di Lacchini è grosso modo circolare con rigonfiamenti verso l'esterno a sud e ad est. Il bordo è spigoloso e non significativamente eroso. Le pareti interne sono crollate intorno a gran parte del perimetro formando un anello irregolare di frammenti di rocce. Ci sono alcune creste basse vicino al centro e nella parte orientale del fondo.